# Conus omaria
Conus omaria é uma espécie de gastrópode do gênero Conus, pertencente à família Conidae.

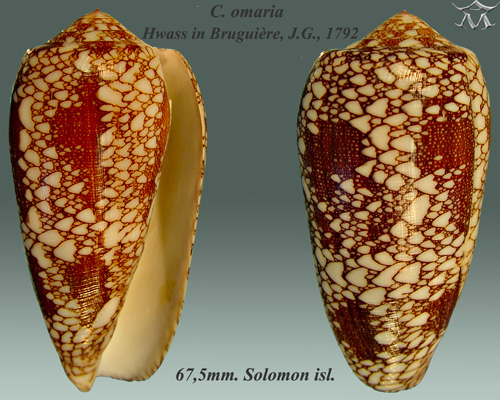
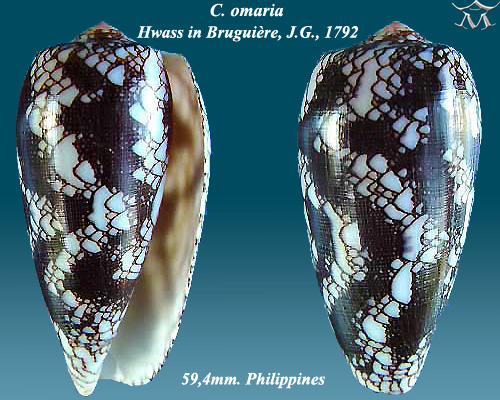
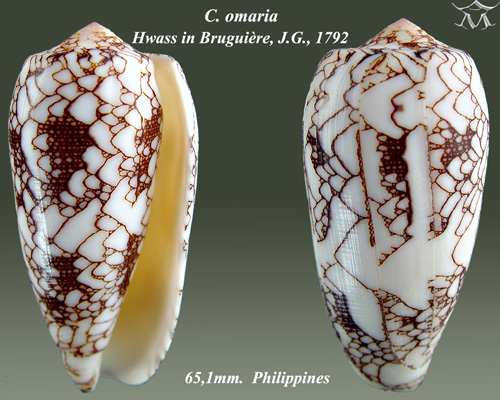
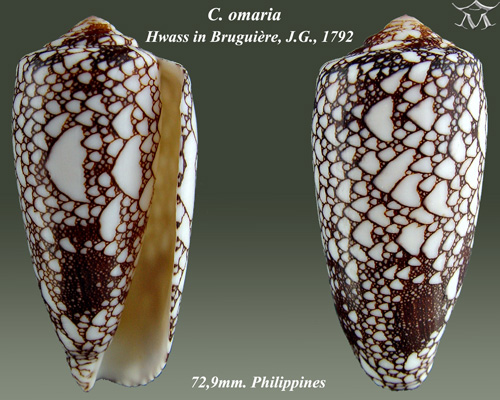
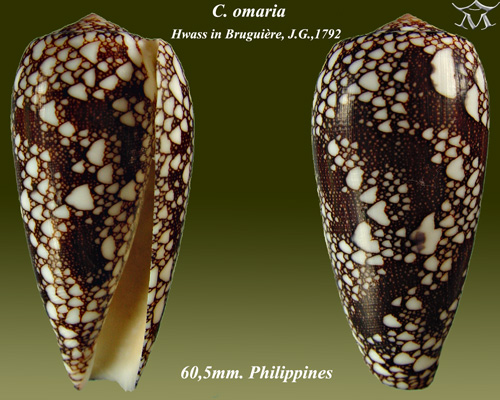
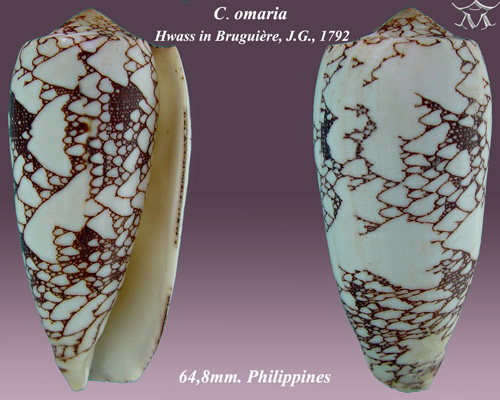
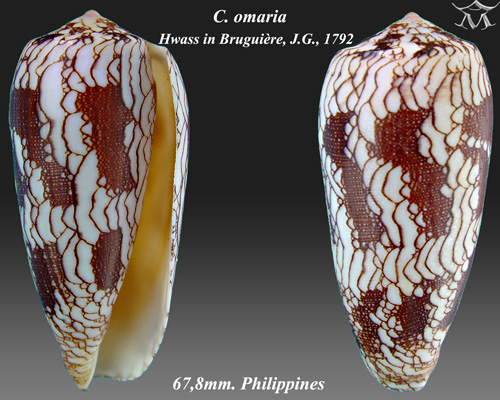
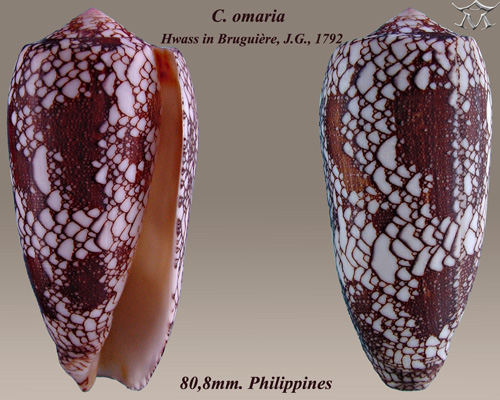